# Resolutie 1177 Veiligheidsraad Verenigde Naties
Resolutie 1177 van de Veiligheidsraad van de Verenigde Naties werd unaniem door de VN-Veiligheidsraad aangenomen op 26 juni 1998. Met de resolutie eiste de Veiligheidsraad dat Ethiopië en Eritrea de wapens zouden neerleggen en hun geschil op vreedzame wijze oplossen.

## Achtergrond
Na de Tweede Wereldoorlog werd Eritrea bij Ethiopië gevoegd als een federatie. In 1962 maakte keizer Haile Selassie er een provincie van, waarop de Eritrese Onafhankelijkheidsoorlog begon. In 1991 bereikte Eritrea na een volksraadpleging die onafhankelijkheid. Er bleef echter onenigheid over een aantal grensplaatsen. In 1998 leidde een grensincident tot een oorlog waarbij tienduizenden omkwamen. Pas in 2000 werd een akkoord bereikt en een 25 kilometer brede veiligheidszone ingesteld die door de UNMEE-vredesmacht werd bewaakt. Een gezamenlijke grenscommissie wees onder meer de stad Badme toe aan Eritrea, maar jaren later werd het gebied nog steeds door Ethiopië bezet.

## Inhoud

### Waarnemingen
Er was ernstige bezorgdheid over de gevolgen van het conflict tussen Ethiopië en Eritrea. Beide landen pleitten voor een einde aan de luchtaanvallen. Ook wilden ze uiteindelijk hun precieze gezamenlijke grens afbakenen door middel van een akkoord.

### Handelingen
De Veiligheidsraad eiste dat beide partijen onmiddellijk de vijandelijkheden staakten, een vreedzame oplossing zochten en hiervoor samenwerkten met de Organisatie van Afrikaanse Eenheid. Ook secretaris-generaal Kofi Annan werd gevraagd zijn diensten tot dat doel ter beschikking te stellen en technische steun te verlenen bij de afbakening van de grens.

## Verwante resoluties
- Resolutie 1226 Veiligheidsraad Verenigde Naties (1999)
- Resolutie 1227 Veiligheidsraad Verenigde Naties (1999)

Lijst ·  1147 ·  1148 ·  1149 ·  1150 ·  1151 ·  1152 ·  1153 ·  1154 ·  1155 ·  1156 ·  1157 ·  1158 ·  1159 ·  1160 ·  1161 ·  1162 ·  1163 ·  1164 ·  1165 ·  1166 ·  1167 ·  1168 ·  1169 ·  1170 ·  1171 ·  1172 ·  1173 ·  1174 ·  1175 ·  1176 ·  1177 ·  1178 ·  1179 ·  1180 ·  1181 ·  1182 ·  1183 ·  1184 ·  1185 ·  1186 ·  1187 ·  1188 ·  1189 ·  1190 ·  1191 ·  1192 ·  1193 ·  1194 ·  1195 ·  1196 ·  1197 ·  1198 ·  1199 ·  1200 ·  1201 ·  1202 ·  1203 ·  1204 ·  1205 ·  1206 ·  1207 ·  1208 ·  1209 ·  1210 ·  1211 ·  1212 ·  1213 ·  1214 ·  1215 ·  1216 ·  1217 ·  1218 ·  1219